# Heidi Ellingsen
Heidi Elisabeth Ellingsen (* 28. Juli 1998) ist eine norwegische Fußballspielerin.

## Karriere

### Vereine
Ellingsen begann im Alter von 14 Jahren in Lier in der Provinz Buskerud beim dort ansässigen Lier IL mit dem Fußballspielen. Ein Jahr später kam sie bereits für die zweite Mannschaft der Frauenabteilung von Lyn Oslo in sechs Punktspielen in der drittklassigen 2. Divisjon zum Einsatz. Ihr Debüt im Seniorinnenbereich gab sie am 27. Mai 2013 beim 2:2-Unentschieden im Auswärtsspiel gegen die zweite Mannschaft von Vålerenga Oslo. Einen Monat später debütierte sie für die erste Mannschaft in der zweitklassigen 1. Divisjon beim 2:1-Sieg im Heimspiel gegen IF Fløya am 23. Juni 2013. Ihr Debüt in der höchsten Spielklasse, die Toppserien, gab sie erst in der Spielzeit 2017, als sie dem Stabæk FK angehörte; dieses wurde mit dem 2:1-Sieg im Auswärtsspiel gegen Røa IL gekrönt.
In den Spielzeiten 2019 und 2020 gehörte sie dem Erstligisten Lillestrøm SK an, mit dem sie zum ersten Spielzeitende das Double gewann. In den beiden darauffolgenden Spielzeiten bestritt sie für den schwedischen Erstligisten Linköpings FC in der ersten Spielzeit alle 22 und in der zweiten Spielzeit 23 von 26 Punktspielen, in denen ihr in jeder Spielzeit jeweils ein Tor gelang.
Zur Spielzeit 2023 wechselte sie zum Liganeuling und -konkurrenten Växjö DFF. In 20 von 26 Punktspielen trug sie zum achten von 16 Plätzen und damit zum Klassenverbleib bei.

### Nationalmannschaft
Ellingsen ist seit dem 27. Februar 2019 A-Nationalspielerin. Zuvor durchlief sie stetig alle Altersklassen von der U15- bis zur U23-Nationalmannschaft. Ihr Debüt als Nationalspielerin gab sie am 3. September 2019 in Jessheim bei der 1:3-Niederlage gegen die U15-Nationalmannschaft Deutschlands. Mit der U17-Nationalmannschaft nahm sie an der vom 22. Juni bis zum 4. Juli 2015 auf Island ausgetragenen Europameisterschaft teil und kam im ersten und dritten Spiel der Gruppe B zum Einsatz; als Gruppendritter schied sie mit ihrer Mannschaft vorzeitig aus dem Turnier aus. Mit der U19-Nationalmannschaft bestritt sie im Jahr 2015 drei und 2016 zwei Spiele der ersten und zweiten Qualifikationsrunde für die in der Slowakei anstehende Europameisterschaft 2016 sowie im Jahr 2016 drei und im Jahr 2017 ein Spiel der ersten und zweiten Qualifikationsrunde für die in Nordirland vorgesehenen Europameisterschaft 2017. Mit der A-Nationalmannschaft kam sie – einschließlich ihres Debüt – in drei Spielen im Turnier um den Algarve-Cup 2019 zum Einsatz, den sie mit ihrer Mannschaft mit einem 3:0-Finalsieg über die Nationalmannschaft Polens gewann.

## Erfolge
Nationalmannschaft
- Algarve-Cup-Sieger 2019

Vereine
- Norwegischer Meister 2019
- Norwegischer Pokalsieger 2019